# Cầu Neak Leung
Cầu Neak Leung (tiếng Khmer: ស្ពានអ្នកលឿង) là cây cầu lớn nhất Campuchia được xây dựng bắc qua sông Mekong tại vị trí thị trấn Neak Leung huyện Peam Ro, tỉnh Prey Veng, Campuchia. Cầu Neak Leung nằm trên Quốc lộ 1 (Campuchia) nối Phnôm Pênh với cửa khẩu Mộc Bài tỉnh Tây Ninh Việt Nam. Cầu được xây dựng với sự trợ giúp của Nhật Bản: bằng nguồn vốn vay ODA trị giá 11,94 tỷ Yên tương đương với 131 triệu USD (hợp đồng vay ODA được ký kết ngày 23 tháng 6 năm 2010 giữa hai chính phủ Nhật Bản và Campuchia). Dự án cầu Neak Leung được khởi công vào ngày 12 tháng 2 năm 2011. Ngày 6 tháng 4 năm 2015, Chính phủ Hoàng gia Campuchia khánh thành đưa cầu Neak Leung vào sử dụng. Câu Neak Leung theo thiết kế dài 2200 m, rộng 13,5 m, nối Neak Loeang với Kampong Phnum ở huyện Leuk Daek tỉnh Kandal.